# Ma Rokha
 (février 2025).
 (février 2025).
Motif : Sources ? Notoriété ?
- Archive Wikiwix
- Bing
- Cairn
- DuckDuckGo
- E. Universalis
- Gallica
- Google
- G. Books
- G. News
- G. Scholar
- Persée
- Qwant
- (zh) Baidu
- (ru) Yandex
- (wd) trouver des œuvres sur Wikidata

| 1. | Préciser le motif de la pose du bandeau. | Précisez le motif de la pose du bandeau en utilisant la syntaxe suivante : {{admissibilité à vérifier\|date=mai 2025\|motif=remplacez ce texte par le motif}}                 |
| 2. | Informer les utilisateurs concernés.     | Pensez à avertir le créateur de l'article, par exemple, en insérant le code ci-dessous sur sa page de discussion : {{subst:avertissement admissibilité à vérifier\|Ma Rokha}} |

 (janvier 2025).
La mise en forme du texte ne suit pas les recommandations de Wikipédia : il faut le « wikifier ».
Les points d'amélioration suivants sont les cas les plus fréquents :
- Les titres sont pré-formatés par le logiciel. Ils ne sont ni en capitales, ni en gras.
- Le texte ne doit pas être écrit en capitales (les noms de famille non plus), ni en gras, ni en italique, ni en « petit »…
- Le gras n'est utilisé que pour surligner le titre de l'article dans l'introduction, une seule fois.
- L'italique est rarement utilisé : mots en langue étrangère, titres d'œuvres, noms de bateaux, etc.
- Les citations ne sont pas en italique mais en corps de texte normal. Elles sont entourées par des guillemets français : « et ».
- Les listes à puces sont à éviter, des paragraphes rédigés étant largement préférés. Les tableaux sont à réserver à la présentation de données structurées (résultats, etc.).
- Les appels de note de bas de page (petits chiffres en exposant, introduits par l'outil «  Source ») sont à placer entre la fin de phrase et le point final[comme ça].
- Les liens internes (vers d'autres articles de Wikipédia) sont à choisir avec parcimonie. Créez des liens vers des articles approfondissant le sujet. Les termes génériques sans rapport avec le sujet sont à éviter, ainsi que les répétitions de liens vers un même terme.
- Les liens externes sont à placer uniquement dans une section « Liens externes », à la fin de l'article. Ces liens sont à choisir avec parcimonie suivant les règles définies. Si un lien sert de source à l'article, son insertion dans le texte est à faire par les notes de bas de page.
- La présentation des références doit suivre les conventions bibliographiques. Il est recommandé d'utiliser les modèles {{Ouvrage}}, {{Chapitre}}, {{Article}}, {{Lien web}} et/ou {{Bibliographie}}. Le mode d'édition visuel peut mettre en forme automatiquement les références.
- Insérer une infobox (cadre d'informations à droite) n'est pas obligatoire pour parachever la mise en page.

Pour une aide détaillée, merci de consulter Aide:Wikification.
Si vous pensez que ces points ont été résolus, vous pouvez retirer ce bandeau et améliorer la mise en forme d'un autre article.
 (janvier 2025).
Ma Rokha est une chanteuse marocaine. Elle a marqué ses débuts dans le monde de la musique flamenco, Cette artiste ne cesse de diversifier les styles tout en conservant une musicalité fortement empreinte des rythmes du Maroc et de la musique du monde et également connue pour son sens de la mode éclectique et coloré.

## Biographie
Ma Rokha chanteuse marocaine autodidacte naît à Rabat. Dès son plus jeune âge, elle découvre la musique folklorique espagnole et leur vibrations spirituelles, ce qui lui a donné envie d'apprendre et de s'initier sur les bases de la danse flamenco.
Ma Rokha manifeste son intérêt pour les arts du spectacle dès son enfance notamment après avoir découvert la discographie de Snow White et d'Édith Piaf.
Elle commence sa carrière de danseuse et chanteuse á jeune âge en participant à de petits spectacles organisés par les écoles, soirées au Riad, festivals, des collaborations avec des groupes étrangers venant de l'Espagne, associations... Ensuite en postant des reprises sur les réseaux sociaux.
À 23 ans, elle travaille en tant que professeur de danse flamenco.
Ma Rokha a été rapidement remarquée par plusieurs musiciens qui ont voulu collaborer avec elle et explorer son monde imaginaire, elle collabore avec des musiciens marocain et forment ensemble un groupe de style musique du monde un show sous forme d'un voyage musical mais le projet n'a pas abouti à des résultats satisfaisants.

## Carrière musicale
Ma Rokha a eu l'idée de réalisé une comédie musicale qui parle de "La Nature" Bien qu'elle n'ait pas de budget pour produire, alors elle travail dans des domaines différents pour financer son projet car c'est une artiste indépendante travaillant pour son propre compte, Ma Rokha investit beaucoup d'argent personnel, au point de frôler la faillite, elle n'a pas réussi à finaliser son projet elle décide de le classer en attendant le bon moment.
La chanteuse rencontre Hicham Amedras producteur, auteur, compositeur, ingénieur de son et réalisateur qui été fasciné par sa voix sublime et ses talents multiples.
Ma Rokha travaille professionnellement avec fadiez prod sur plusieurs projets cinématographiques comme chanteuse de musique de film tel que Africa Blanca réalisé par Az larab Alaoui et Le verre de L'amitié  réalisé par Naoufel Berraoui et d'autres films et séries télévisées.
Quelques mois plus tard, ils travaillent ensemble sur la chanson intitulée Lekhyal de style underground, elle parle de l'amour d'une manière sombre et mystérieuse avec des accords orageuse de la flûte.
Elle a également travaillé sur des reprises du patrimoine marocain tel que la chanson intitulé Lihabibi oursil salam muwashah andalous traditionnelle afin de revisiter le riche patrimoine du royaume sans jamais l’oublier, auquel on ajoute une vision résolument moderne de hicham Amedras au piano, la touche exceptionnelle[non neutre] de Bahae larhzaoui oudiste virtuose[réf. nécessaire] de la musique andalous ainsi une voix intemporelle[non neutre] celle de Ma Rokha.
En 2022, Ma Rokha travaille en collaboration avec le compositeur Rachad kerdouh et hicham Amedras sur un Album de style pop, elle sort la première chanson de l'album intitulé Ghalia en 2024 avec des paroles en Darija - Espagnol et dans une interview accordé á Alarabiya Maroc raconte les coulisses du clip de la chanson Ghalia : "Ghalia un exemple de force et noblesse raconte l'histoire d'une fille qui après un échec de vie malgré son travail acharné ne baisse pas les bras décide de recommencer à zéro, se transforme en un être marin, se jette dans l'eau, elle se purifie pour renaître de nouveau".
À travers cet album, Ma Rokha espère présenter la musique de langue arabe marocaine à un public international.

## Influences
L'inspiration visuelle de Ma Rokha provient principalement de la nature, la science et des cultures du monde tel que la culture andalous espagnol asiatique notamment japonaise.
La chanteuse possède un grand amour envers la nature qu'elle transmet à son public en recréant des portraits, des danses contemporaines et des scènes dans ses projets musicaux.
Elle cite Hans Zimmer, Ramin Djawadi, John Williams, Frank Churchill, Tyler Bates, Mustafa Fahir Atakoğlu, Einodi Ludovico comme étant ses compositeurs préférés James cameron Julie Taymor Carlos Saura comme étant ses cinéastes préférés.
Elle cite Lana del Rey, Fayrouz, Asmahan, comme étant ses inspirations vocal et Dans une interview accordée à la SNRT News, elle déclare Oum comme chanteuse exceptionnel : « Je l'adore. J'aime son attitude et son élégance». Elle mentionne également la danseuse de flamenco sara baras et Eva la yervavuena pour leur créations.
Ma Rokha a également exprimé son admiration pour Marina heredia, the weeknd, J.Balvin, Rosalia, Beyoncé et Estrella Morente, Camaron, amee lee entre autres.

## Discographie
- Lekhyal
- Lihabibi
- Ghalia